# Corybas carinulifer
Corybas carinulifer là một loài thực vật có hoa trong họ Lan. Loài này được (Schltr.) P.Royen mô tả khoa học đầu tiên năm 1983.